# فرخ غفاری
محمّدابراهیم فرّخ غفّاری (زادهٔ ۷ اسفندِ ۱۳۰۰ – درگذشتهٔ ۲۶ آذرِ ۱۳۸۵) سینماشناس، مورّخ، ناقد، کارگردان، پایه‌گذارِ کانونِ فیلم و فیلم‌خانهٔ ملّیِ ایران و از پیشگامان سینمای مدرن ایران بود. او همچنین قائم مقام مدیرعامل جشن هنر شیراز در سال‌های پیش از انقلاب ۵۷ ایران بود. پس از انقلاب به‌خاطر طرفداری از حکومت گذشته و داشتن مقام، توسط هنرمندان انقلابی تحمل نشد و مجبور به تبعید شد.

## زندگی
فرخ غفاری در ۷ اسفند ۱۳۰۰ در تهران به دنیا آمد. پدرش حسنعلی غفاری از اعضای وزارت امور خارجه و مادرش معصومه غفاری دختر غلامحسین خان صاحب اختیار بود. در یازده سالگی به همراه پدرش که وزیر مختار ایران در بلژیک شده بود به اروپا رفت و تحصیلاتش را در آنجا ادامه داد. در پانزده سالگی علاقه‌مند به دیدن فیلم‌های کلاسیک شد. علی‌رغم میل پدر که علاقه‌مند بود فرخ حقوق بخواند به دانشگاه گرونوبل فرانسه رفت و در رشته ادبیات تحصیل کرد. در سال‌های تحصیل رئیس کمیته جشن‌ها و نمایش‌های دانشجویی بود. وی فعالیت هنری را با تئاتر در فرانسه آغاز کرد.

پس از نوشتن مقاله برای روزنامه‌های ژون‌دوفینه و واریته با هانری لانگلوا مؤسس سینماتک پاریس آشنا شد.

## فیلم‌سازی
او سینمای حرفه‌ای را با ساخت فیلم «جنوب شهر» در سال ۱۳۳۷ آغاز کرد. تصویر کردن اهالی فقیر جنوب شهر تهران با نگاهی ناتورالیستی سبب شد که فیلم بیش از چند شب روی پرده دوام نیاورد و توقیف شود. با تغییر نام به «رقابت در شهر» و حذف بسیاری از صحنه‌های انتقادی و اجتماعی و با سانسور این فیلم در سال ۱۳۴۲ روی پرده رفت. جنوب شهر از بسیاری جهات بر فیلمفارسی‌ها برتری داشت.

یک سال بعد به واسطه شکست فیلم جنوب شهر، فیلم «عروس کدومه» را در سال ۱۳۳۸ ساخت. این فیلم در کارنامه هنری او ضعیف‌ترین کار غفاری قلمداد می‌شود.

پس از جنوب شهر و عروس کدومه، تا چند سال فیلم سینمائی نساخت تا آنکه در سال ۱۳۴۳ فیلم شب قوزی را با بازی پری صابری با اقتباس یکی از داستان‌های هزار و یک شب پدیدآورد. غفاری شب قوزی را در تنگدستی به وجود آورد. این فیلم براساس یکی از داستان‌های هزار و یکشب (البته در قالبی نو و در چارچوب مسائل روز) شکل گرفته بود و خود غفاری نیز در آن بازی داشت. تیزبینی فرخ غفاری در امروزی کردن داستان هزار و یکشب سبب می‌شد که تماشاگر با کیفیت شرایط زندگی قشرهای مختلف جامعه و جنبه‌های تیره و روشن اخلاقیات مردم آشنایی دقیقی داشته باشد. شب قوزی در ایران و خارج از ایران و در سینما تک فرانسه، جشنوارهٔ جهانی فیلم تهران، جشنواره لوکارنو ۱۹۶۵، سینماتک‌های انگلیس، بلژیک و سوئیس به نمایش درآمد و تحسین بسیاری را برانگیخت. مجله ورایتی غفاری را ستود و ژرژ سادول منتقد نامدار فرانسوی نوشت: «شب قوزی یک کمدی پرنشاط و به منزله کشف یک سینمای نوین است.»

هژیر داریوش، پیرامون این فیلم و جوّ سینمایی آن زمان چنین نوشت: «با شکیبایی بی حد منتظر اولین فیلم طویل ایران شدیم، که بتوان در مقابل شب قوزی اثر فرخ غفاری (سومین فیلم طویل کارگردانی که قبلاً ۹ فیلم کوتاه مستند نیز ساخته) با جمعیت خاطر کامل اعلام می‌کنیم که سینمای ایران شروع شد اما آنچه مهمتر است، آنچه بیشتر خوشحالمان می‌کند این است که این شروع خوبی است.»

اما با وجود این همه، غفاری تا یازده سال ساختن فیلم سینمایی را کنار گذاشته بود و در سال ۱۳۵۴، آخرین فیلمش «زنبورک» را ساخت. زنبورک، پرداخت طنزگونهٔ غفاری از آمال و آرزوهای بَدوی انسان‌ها در گذشته‌ای نه چندان دور است. در این فیلم که شکل گزارش‌گونه‌ای دارد، قصه با بیان سینمایی هماهنگ است. طنز سیاه فیلم، استوار بر قواعد قراردادی سینمائی است. نوعی از کار که، در پاره‌ای موارد با کارهای پازولینی شباهت دارد. در کلیت، زنبورک فیلمی است بدون ادعا که به خواست اکثریت تماشاگران نزدیک است، بدون آنکه در ورطهٔ سینمای بازاری و مبتذل افتاده باشد. او در این فیلم، برخلاف اثر قبلی اش «شب قوزی»، از ستارگان معروف سینما چون پرویز صیاد و پوری بنائی استفاده نمود و پس از این دیگر فیلم سینمائی نساخت.

## فعالیت‌های دیگر
از دیگر فعالیت‌های جنبی غفاری می‌توان به تأسیس کانون ملی فیلم در تهران، محقق تاریخ سینمای ایران، مدیرعامل فدراسیون بین‌المللی آرشیوهای فیلم در پاریس، مؤسس و مدیر آرشیو فیلم ایران و فیلمخانهٔ ملّیِ ایران، معاون فرهنگی سازمان رادیو و تلویزیون ملی ایران، قائم مقام مدیرعامل جشن هنر شیراز و مدیر نخستین جشنواره جهانی فیلم تهران اشاره کرد. فرخ غفاری «کانون فیلم ایران» را پس از بازگشت از پاریس بنیاد گذاشت و نخستین جلسه آن را در آذرماه سال ۱۳۲۸ در تهران برگزار کرد.
فرخ غفاری در سال ۱۳۴۵ به معاونت سازمان رادیو تلویزیون ایران منصوب شد و سال بعد از آن اداره جشن هنر شیراز را عهده‌دار شد.
غفاری که از مدیران اثرگذار جشن هنر شیراز بود پیشگامان فرهنگ و هنر ایران را به جستجوی هنرمندان به نقاط دورافتاده ایران فرستاد و هنرمندان گمنام را پیدا کرد و در معرفی آن‌ها به علاقه‌مندان تلاش‌های بسیاری کرد.

## درگذشت
غفاری در روز یکشنبه ۲۶ آذر ۱۳۸۵ در شهر پاریس درگذشت و در گورستان مون‌پارناس به خاک سپرده‌شد.

## فیلم‌شناسی

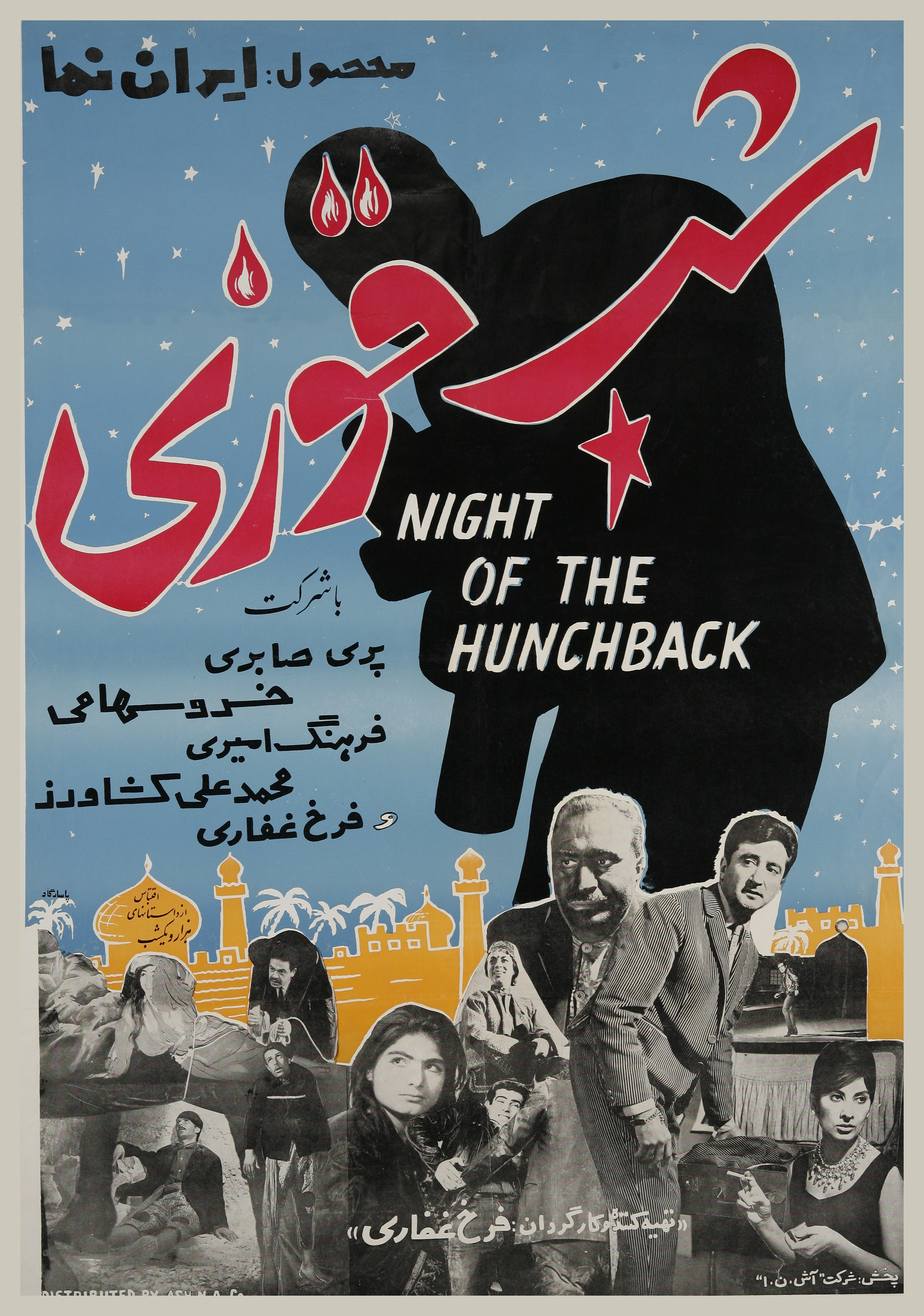
تصویری از فیلم شب قوزی

### سینمایی
- جنوب شهر ۱۳۳۷
- عروس کدومه؟ ۱۳۳۸
- شب قوزی ۱۳۴۳
- مرد کرایه‌ای ۱۳۴۹
- صمد و فولادزره دیو (۱۳۵۱)
- زنبورک ۱۳۵۴
- اوکی مستر (۱۳۵۷)

### مستند
- قالیشوها
- جزیره فارسی
- رگ‌های سیاه
- زندگی نفت
- نور زمان
- گیلکی
- مخابرات نفتی
- وام‌های صنعتی
- سپاه بهداشت
- سیمان تهران
- نوروزمان
- وزارت صنایع و معادن[۳]